# Батори, Золтан
Золтан Батори (англ. Zoltan Bathory; род. 15 мая 1978, Сентендре, Венгрия) — американский музыкант. Основатель, ритм-гитарист и один из главных авторов песен метал-группы Five Finger Death Punch, в составе которой он записал 9 студийных альбомов. В 2010 году он получил премию Metal Hammer Golden God в номинации «Best Shredder».

## Карьера
Золтан присоединился к группе U.P.O. в 2004 году, заменив Бена Ширли (на бас-гитаре). Он покинул группу в 2005 году, перейдя в Five Finger Death Punch, где занял место гитариста. Вместе с группой в 2006 году он записал дебютный альбом. Вскоре после завершения записи 5FDP были подписаны лейблом The Firm, на котором и вышел их первый альбом The Way of the Fist 31 июля 2007 года. Их последующий альбом War Is The Answer, был выпущен 22 сентября 2009 года на Prospect Park Records. Эта запись оставалась в Billboard Top 100 рекордных 92 недели и было продано более 1 000 000 копий. Их третья запись - «American Capitalist» была ещё более успешной. В 2013 году Five Finger Death Punch выпустили двойной студийный альбом The Wrong Side of Heaven and The Righteous Side of Hell, Volume 1 и The Wrong Side of Heaven and the Righteous Side of Hell, Volume 2. Обе пластинки дебютировали № 2 в чартах Billboard 200. 6-й альбом группы — «Got Your Six» — стал самым большим коммерческим успехом группы за первую неделю. Запись была № 1 в таблице физических продаж Billboard 200 и № 2 на общих графиках. 5FDP 17 раз входили в 10 синглов на U.S. Mainstream Rock Radio. В 2013 году Five Finger Death Punch был номинирован и получил ещё одну премию Golden Gods («Песня года») с «Lift Me Up». Этот № 1 мейнстрим-рок-хит в качестве приглашенного вокалиста представлял Роб Хэлфорд из Judas Priest. Роб Хэлфорд и Роб Зомби присоединились к выступлению группы на церемонии награждения Golden Gods.
В 2017 году было объявлено, что Золтан принял новую группу Bad Wolves под своё крыло. Первый рекорд Bad Wolves «Disobey» был выпущен 11 мая 2018 года на 11/7 Records. Первый сингл «Zombie», управляемый Батори, стал хитом номер один в Соединенных Штатах и ряде других стран. Этот сингл сертифицирован RIAA Platinum в Канаде, Certified Gold в США и Германии.

## Благотворительность
Five Finger Death Punch сыграли много военных концертов, посетили базы по всему миру и организовали кампанию по сбору средств для ветеранов, страдающих от посттравматического стрессового расстройства и черепно-мозговой травмы.
В 2014 году группа запустила кампанию, которая привлекла более 225 000 долларов. Группа использовала свое недавнее музыкальное видео для своего последнего сингла "Wrong Side of Heaven", чтобы сосредоточиться на теме, и запустила сайт 5fdp4Vets.com. Они также начали продавать нестандартную майку, которая была разработана Батори на Indiegogo. Собранные средства были направлены организациям, которые повышают осведомленность о ПТСР.
Батори был избран председателем отдела развития некоммерческой организации, The Home Deployment Project, в Лас-Вегасе, помогающей ветеранам, страдающим ПТСР, ЧМТ и хронической бездомностью
Батори долгое время поддерживал правоохранительные органы и оказывал первую помощь. В 2017 году группа пожертвовала 58 000 долларов Мемориальному фонду «Знак Почета» , организации, признанной Министерством юстиции, которая может оказывать помощь департаментам и семьям погибших полицейских, путем определения всех федеральных и государственных льгот, которые доступны для них.
В 2018 году Батори возглавил еще одну кампанию, в которой его группа, Five Finger Death Punch, пожертвовала  часть своих продаж с билетов ($ 95 000) организации C.O.P.S. (Забота о Выживших Полицейских), которая поддерживает семьи офицеров, погибших при исполнении служебных обязанностей, предлагая стипендии, консультационные услуги и поддержку сверстников.

## Личная жизнь
Золтан является членом команды Грейси Хумаита по джиу-джитсу, под руководством профессора Амилкара Сипили и мастера чёрного пояса, Ройлера Грейси. Золтан завоевал серебряную медаль в Абу-Даби на Jiu-Jitsu World Trials, а также принял участие в чемпионате Северной Америки по грэпплингу и занял 3-е место на чемпионате мира 2012 года в своем дивизионе. Он является одним из немногих гражданских лиц, аттестованных армией США как инструктор по ближнему бою. 
Золтан является редактором и общественно-политическим комментатором издания Skillset Magazine.